# 塞巴斯蒂安·莫拉
塞巴斯蒂安·莫拉·韦德利（西班牙語：Sebastián Mora Vedri，1988年2月19日—）是一名西班牙场地自行车和公路自行车运动员，2020年开始为移动之星车队效力。在2012年夏季奥林匹克运动会，他代表西班牙参加了男子团体追逐赛。他也曾在2016年世界場地自由車錦標賽上获得男子集体出发赛冠军。